# Боканы
Боканы (рум. Bocani, Бокань) — село в Фалештском районе Молдавии. Относится к сёлам, не образующим коммуну.

## География
Село расположено на высоте 104 метров над уровнем моря.

## Население
По данным переписи населения 2004 года, в селе Бокань проживает 1419 человек (696 мужчин, 723 женщины).
Этнический состав села:
| Национальность | Число жителей | Процентный состав |
| -------------- | ------------- | ----------------- |
| молдаване      | 1413          | 99.58             |
| украинцы       | 4             | 0.28              |
| русские        | 1             | 0.07              |
| гагаузы        | 1             | 0.07              |
| Всего          | 1419          | 100 %             |